# Стефанида Битољска
Стефанида Битољска (рођ. Стевка Ђурчевић, 1887. Врака - 4. мај 1945. Битољ) је монахиња Српске православне цркве, мученички страдала 1945. године.
Стефанида је рођена у Враки код Скадра 1887. године као Стевка Ђурчевић. Након протеривања Срба из тих крајева, 1933, из родног места у Албанији њена породица и сви Срби из тог краја бивају протерани на Косово и Метохију, у Клину, код Дреновца. Од ране младости посвећује се живој љубави према Христу, узносећи молитве у манастиру Високи Дечани. Сачувана су њена писма духовнику Епископу скадарском Виктору из тог периода. На позив епископа Николаја Велимировића, отишла је у Битољ и живела као монахиња при дому за сиротињу званом Богдај. После претрпљеног насиља од стране Немаца, мученички је пострадала у Битољу 4. маја 1945. године. 
Сахрањена је у манастиру светог мученика Христифора у Битољу. 